# Ceromya dilecta
Ceromya dilecta är en tvåvingeart som beskrevs av Herting 1977. Ceromya dilecta ingår i släktet Ceromya och familjen parasitflugor.
Artens utbredningsområde är Schweiz. Inga underarter finns listade i Catalogue of Life.